# Juaneño
Los acjachemen (/ɑːˈxɑːtʃəməm/, ortografía alternativa: acagchemem) son un pueblo indígena de California. Los mapas publicados frecuentemente identifican sus tierras ancestrales como que se extienden desde la playa hasta las montañas al sur, desde lo que hoy es conocido como Aliso Creek en el condado de Orange hasta el cañón Las Pulgas en la parte noroeste del condado de San Diego. Sin embargo, las fuentes también muestran que los acjachemen compartían territorios con otras naciones indígenas tanto al norte como hacia Puvunga en la actual ciudad de Long Beach.
Los colonos españoles llamaban a los acjachemen juaneños, después del bautismo en la Misión San Juan Capistrano a finales del siglo 18. Hoy, muchos miembros de organizaciones de descendientes de los acjachemen prefieren el término acjachemencomo autónimo o nombre propio. El nombre deriva del pueblo de Acjacheme, que se encontraba a menos de 60 yardas del sitio donde la Misión San Juan Capistrano fue construida en 1776.
El idioma acjachemen no tiene hablantes fluidos. Eruditos de acjachemen entienden que está estrechamente relacionado con el idioma luiseño hablado por el pueblo vecino payómkawichum. El idioma luiseño tiene hablantes fluidos.

## Historia

### Precolonización
Cuentos de los origines y la creación de los Acjechemen representan su historia en el Sureste de California como comienzo en el principio de los tiempos. Arqueólogos argumentan que ha habido una presencia de los Acjachemen por lo menos 10,000 años.
En la época anterior a la colonización por España, los Acjachemen residieron en aldeas permanentes y bien definidas y en campamentos estacionales. Las poblaciones de las aldeas oscilaban entre 35 y 300 habitantes, que consistieron de un solo linaje en las aldeas más pequeñas, y de un clan dominante unido con otras familias en los asentamientos más grandes. Cada clan tenían su propio territorio de recursos y era "políticamente" independiente; vínculos a otras aldeas se mantenían por redes económicas, religiosas y sociales en la región inmediata. La clase elite (compuesto principalmente por familias, jefes de linaje, y otros especialistas ceremoniales), una clase media (familias establecidas y exitosas), y gente de familias desconectadas o errantes y cautivos de guerra eran las tres clases sociales jerárquicas.
Liderazgo nativo consistía de la Nota, o Jefe de clan, quien realizaba ritos comunitarios y reguló la vida ceremonial en conjunto con el consejo de ancianos(puuplem), que era formado por jefes de linaje y especialistas ceremoniales por derecho propio. Este cuerpo decidían sobre asuntos de la comunidad, que fueron llevados a cabo por la Nota y sus subordinados. Mientras la colocación de cabañas residenciales en una aldea no estaba regulada, el recinto ceremonial(vanquesh) y la casa del jefe solía estar ubicada en el centro.
Los Acjachemen dependían de la cosecha y el procesamiento de bellotas, pastos, semillas, y mariscos de la bahía. Ellos tenían preferencia dietética para aves y pequeños mamíferos como conejos. Ellos elaboraron huesos de animales para convertirlos en armas, herramientas, y joyas.

### Período de misión
Aldeas de los Acjachemen fueron ante todo concentrados a lo largo de la parte baja del San Juan Creek. En 1775, los colonos españoles erigieron una cruz en un sitio religioso de Acjachemen antes de retirarse a San Diego debido a una revuelta en la Misión San Diego. Ellos regresaron un año después para empezar a construir y convertir a la población de los Acjachemen. La mayoría de los primeros conversos eran a menudo niños, quienes podían haber sido traídos por sus padres en un intento de "hacer alianzas con misioneros, quienes no sólo poseían nuevos conocimientos y mercancías pero también presentaban la amenaza de la fuerza."  La presencia militar española aseguró la continuidad del sistema de misiones.
En 1776, como  Padre Serra se acercó al territorio Acjachemen con un soldado español y un "neófito", un recientemente bautizado y traductor español, un "grupo de Indios Acjachemen pintados y bien armados, algunos de los cuales pusieron flechas en las cuerdas de sus arcos como si tuvieran la intención de matar a los intrusos españoles" rodearon al grupo de Serra.  El "neófito" informó a los Acjachemen que atacar sólo resultaría en más violencia por parte del ejército español. Como resultado, los Acjachemen "desistieron, conscientes de la grave amenaza que representaban las represalias militares".
Mientras que antes de 1783 los que se habían convertido, conocidos como "juaneños", tanto niños como adultos, representaban un porcentaje relativamente pequeño de la población Acjachemen, todo eso cambió entre 1790 y 1812, cuando la gran mayoría de los no convertidos restantes fueron bautizados. "Los colonos españoles se refirieron a los Acjachemen como Juaneño." Los Acjachemen fueron designados como juaneños por sacerdotes españoles a través del proceso bautismal realizado en la Misión San Juan Capistrano, que lleva el nombre de San Juan Capistrano en España. Muchas otras tribus locales recibieron nombres similares.(Kizh (pronunciado keech) Gabrieleño; nombrado como la Misión San Gabriel).
A finales del siglo 18, la economía misionera se extendió por todo el territorio de los Acjachemen. Las aldeas de Acjachemen todavía tenían "acceso a áreas específicas para cazar, recolecciónar y pescar" y "dentro de estas áreas de propiedad colectiva, los aldeanos también poseían propiedad privada". Sin embargo, el sistema de la tenencia de la tierra indígena fue primero paralelo y luego socavado por el sistema de misiones y la colonización. Los españoles transformaron el campo en tierras de pastoreo para la ganadería y la horticultura. Entre 1790 y 1804, "los rebaños de las misiones aumentaron en tamaño de 8.034 cabezas a 26.814 cabezas".
A medida que las enfermedades europeas también comenzaron a diezmar la población rural, el dominio y el poder de las misiones españolas sobre los Acjachemen aumentaron aún más". En 1812, la misión estaba en la cima de su crecimiento: "3.340 personas habían sido bautizadas en la misión y 1.361 Acjachemen residían en el recinto de la misión". Después de 1812, la tasa de Acjachemen que murieron superó la cantidad de quienes fueron bautizados. En 1834, la población de Acjachemen había disminuido a unos 800.
Los Acjachemen resistieron la asimilación practicando sus ceremonias culturales y religiosas, realizando danzas sagradas y rituales curativos tanto en las aldeas como dentro del recinto de la misión. Los misioneros intentaron impedir que "formas indígenas de conocimiento, autoridad y poder" se transmitieran a las generaciones más jóvenes colocando a niños indios recientemente bautizados en monjerios "lejos de sus padres desde los siete años aproximadamente hasta su matrimonio". Los niños y adultos nativos fueron castigados por desobedecer a los sacerdotes españoles con confinamiento y azotes. La lógica detrás de estas duras prácticas era "integral para Católico creencia y práctica." Gerónimo Boscana, un misionero en San Juan entre 1812 y 1822, admitió que, a pesar del duro trato, los intentos de convertir a los nativos a las creencias y tradiciones cristianas fueron en gran medida infructuosos: "Todos los misioneros en California, declara Boscana, estarían de acuerdo en que el verdadero creyente era el raro excepción."

### Emancipación de la misión de San Juan y dominio mexicano
Gobernador José María de Echeandía, el primer gobernador de Alta California,emitió una "Proclamación de Emancipación" (o "Prevenciónes de Emancipacion") en el 25 de julio de 1826, que liberó a los nativos de la San Diego Mission, Santa Bárbara, y Monterey. Cuando la noticia de esto se extendió a otras misiones, inspiró una resistencia generalizada al trabajo e incluso una rebelión abierta. En San Juan, "el misionero afirmó que si a los 956 neófitos que residían en la misión en 1827 se les 'rogara amablemente para ir a trabajar', responderían diciendo simplemente que eran 'libres'". Ley de secularización mexicana de 1833,"neófito alcades "Solicité que se concediera a la comunidad la tierra que rodea la misión, que los Acjachemen habían irrigado y que ahora utilizaban para su sustento".
En el sitio de la aldea Puhú se encontraron desechos de fauna terrestre y marina, vasijas para almacenar alimentos, productos artesanales especializados, artefactos rituales culturalmente asociados con linajes de clanes de élite y conexiones comerciales interregionales.
Sin embargo, si bien los Acjachemen "reclamaron y se les concedieron aldeas", "rara vez" se emitió algún título legal, lo que significa que la tierra "nunca les fue cedida formalmente" después de la emancipación, contra lo cual protestaron cuando otros invadieron su territorio tradicional. Si bien las concesiones de ranchos otorgadas por el gobierno mexicano sobre las tierras de la misión de San Juan "se otorgaron a principios de la década de 1840, los derechos de los indios sobre las tierras de sus aldeas no fueron reconocidos". Aunque los Acjachemen eran ahora "libres", eran "cada vez más vulnerables a ser obligados a trabajar en proyectos públicos" si se determinaba que habían "'revertido' a un estado de dependencia de las frutas silvestres o habían descuidado la siembra de cultivos y el pastoreo" o de lo contrario no pudo continuar practicando los métodos de agresión impuestos por los españoles. la cría de animales y horticultura. Por falta de reconocimiento formal, "la mayor parte del antiguo territorio de Acagchemem fue incorporado al Californio ranchos en 1841, cuando la Misión de San Juan se convirtió en un pueblo".
La formación del pueblo de San Juan fue un resultado directo de las acciones de los colonos de San Diego, quienes solicitaron al gobierno obtener acceso a las tierras del territorio de la misión. Antes de la formación del pueblo, se preguntó a los "aproximadamente cien Acjachemen que vivían allí" si estaban a favor o en contra de este cambio: setenta votaron a favor, mientras que treinta Acjachemen, en su mayoría mayores, se opusieron, "posiblemente porque no querían Vivimos entre los californios." La formación del pueblo de San Juan otorgó a las familias Californios y Acjachemensolares, o lotes para casas, ysuertes, o parcelas de tierra para plantar cultivos.

### Ocupación estadounidense, genocidio y conquista territorial
Tras la ocupación estadounidense de California en 1846 y lo Tratado de Guadalupe Hidalgo en 1848, "los pueblos indios de toda California se vieron arrastrados a los 'ciclos de conquista' que habían iniciado los españoles". Sólo durante la década de 1850, la población india de California disminuyó en un 80 por ciento. Cualquier derecho a la tierra que los pueblos nativos tuvieran bajo el dominio mexicano fue completamente borrado bajo la ocupación estadounidense, como se establece en el artículo 11 del tratado: "Una gran parte de los territorios que, según el presente tratado, deben estar comprendidos para el futuro dentro de los límites de Estados Unidos está ahora ocupada por tribus salvajes". Cuando el gobierno de los Estados Unidos declaró su derecho a vigilar y controlar a los nativos, las "reclamaciones de los indios que habían adquirido tierras en la formación de 1841" del pueblo de San Juan "fueron igualmente ignoradas, a pesar de la evidencia de que la comisión de tierras [estadounidense] había datos que fundamentan los títulos de estos juaneños."
En 1860, los Acjachemen estaban registrados en el censo "con nombres españoles y sin apellidos; las ocupaciones del 38 por ciento de los cabezas de familia no estaban registradas; y poseían sólo el 1 por ciento de la tierra y el 0,6 por ciento de los activos (incluido ganado, artículos, y plata u oro)." Se registró que el 30 por ciento de todos los hogares estaban encabezados por mujeres "que todavía vivían en San Juan en las parcelas de tierra que habían sido distribuidas en 1841" bajo el dominio mexicano. Se informó que "poco después de realizado el censo, toda la población comenzó a salir de la zona hacia los pueblos del sureste de San Juan". Una epidemia de viruela en 1862 se cobró la vida de 129 Acjachemen en sólo un mes de una población ahora "de sólo unos 227 indios". Los Acjachemen restantes se establecieron entre los luiseños, con quienes "compartían similitudes lingüísticas y culturales, vínculos familiares e historias coloniales". Incluso después de su reubicación en varias aldeas luiseñas, "San Juan siguió siendo una ciudad importante para los Acjachemen y otros indios relacionados con ella", de modo que hacia la "última parte del siglo 19, individuos y familias a menudo se movían de un lado a otro entre estas aldeas y San Juan". para trabajo, residencia, eventos familiares y festivales."
La ocupación estadounidense dio como resultado un poder y una riqueza cada vez mayores para los inmigrantes europeos y angloamericanos que poseían tierras y propiedades en la década de 1860, "en marcado contraste con el patrón entre los californianos, los mexicanos y los indios". En los municipios de Santa Ana y San Juan Capistrano, la mayoría de los californianos perdieron sus ranchos en la década de 1860. En 1870, los inmigrantes europeos y los angloamericanos  ahora poseían el 87 por ciento del valor de la tierra y el 86 por ciento de los activos. Los nativos pasaron de poseer el 1 por ciento del valor de la tierra y los activos, según lo registrado en el censo de 1860, al 0 por ciento en 1870. Los angloamericanos se convirtieron en la mayoría de la población a mediados de la década de 1870, y las ciudades en las que residían "se caracterizaban por una marcada falta de diversidad étnica". En la década de 1890, se construyó una escuela primaria permanente en San Juan. Sin embargo, hasta 1920, para recibir educación más allá del sexto grado, "los estudiantes tenían que trasladarse a Santa Ana, algo imposible para la gran mayoría de las familias de California y Acjachemen

## Religión
Fray Gerónimo Boscana, un erudito franciscano que estuvo destinado en San Juan Capistrano durante más de una década a partir de 1812, compiló el primer estudio completo de las prácticas religiosas de Acjachemen. El conocimiento religioso era secreto, y la religión predominante, llamada Chinigchinich, colocaba a los jefes de aldea en la posición de líderes religiosos, una disposición que les daba a los jefes un amplio poder sobre su pueblo. Boscana dividió a los Acjachemen en dos clases: los "Playanos" (que vivían a lo largo de la costa) y los "Serranos" (que habitaban las montañas, a unas tres o cuatro leguas de la Misión). Las creencias religiosas de los dos grupos en relación con la creación diferían profundamente. Los playanos sostenían que un ser todopoderoso e invisible llamado "Nocuma" creó la tierra y el mar, junto con todos los árboles, plantas y animales del cielo, la tierra y el agua contenidos en ellos. Los Serranos, por otra parte, creían en dos existencias separadas pero relacionadas: la "existencia arriba" y la "existencia abajo". Estos estados del ser eran "completamente explicables e indefinidos" (como hermano y hermana), y fueron los frutos de la unión de estas dos entidades los que crearon "...las rocas y arenas de la tierra; luego los árboles, los arbustos, las hierbas". y la hierba; luego los animales...". El "Starman" dibujado por el artista Jean Goodwin se ha convertido en una imagen icónica entre el pueblo Acjachemen y se ve a menudo en arte y sellos tribales.

## Idioma
La lengua Acjachemen está relacionada con la lengua luiseño hablada por la cercana tribu luiseño ubicada al interior. Considerados como un dialecto del luiseño, los juaneños formaban parte del subgrupo cupán de las lenguas uto-aztecas. El Norte Utoazteca (NUA) se divide en cuatro ramas; Numic, Tubatrlabalic, Takic y Hopic. Takin incluye siete idiomas; Kitanemuk, Serrano (incluido Vanyume), Gabrielino (incluido Fernandeńo), Luiseño (incluido Acjachemen), Cahuilla, Cupeño y Tataviam.
Su lengua se extinguió a principios del siglo 20. La gente está trabajando para revivirlo y varios miembros lo están aprendiendo. Sus estudios se basan en las investigaciones y registros de Anastacia Majel y John P. Harrington, quien grabó el idioma en 1933 (las grabaciones resurgieron alrededor de 1995). coman mucho helado

## Organizaciones contemporáneas
Varias organizaciones hoy se identifican como representantes de los descendientes de Acjachemen. Ninguno de ellos está reconocido a nivel federal y California no tiene ningún proceso para crear tribus reconocidas por el estado.
En la década de 1990, la Nación Acjachemen se dividió en tres gobiernos diferentes, todos reclamando su identidad como Banda Juaneño de Indios Misioneros, Nación Acjachemen.
Estas organizaciones no reconocidas incluyen:
1.     Grupo Juaneño de Indios Misioneros, Nación Acjachemen, San Juan Capistrano, CA (peticionario 84A, originalmente conocido como el grupo Belardes y ahora denominado 84A)
2.     Banda Juaneño de Indios Misioneros, Nación Acjachemen, Santa Ana, CA (peticionario 84B)
3.     Banda Juaneño de Indios Misioneros, Nación Acjachemen (Romero), Santa Ana, CA
La Banda Juaneña de Indios Misioneros, Nación Acjachemen (84A), con sede en San Juan Capistrano elige un consejo tribal, asistido por ancianos tribales. Tienen más de 2.800 miembros inscritos.[cita necesaria]
En 1993, se presentó una Resolución Conjunta n.º 48 de la Asamblea en el estado de California, que "conmemoró al Presidente y al Congreso de los Estados Unidos declarar a la Banda Juaneno de Indios Misioneros, Nación Acjachemem, como la tribu aborigen del Condado de Orange."
La Banda Juaneno de Indios Misioneros, Acjachemen Nation 84A solicitó reconocimiento federal en 1999. El 26 de noviembre de 2007, la Oficina de Asuntos Indios rechazó la petición por no cumplir con cuatro de los siete criterios obligatorios.
A pesar de la falta de reconocimiento federal, en 2008 la comunidad Acjachemen logró proteger un sitio sagrado de la profanación de una carretera de peaje. Ellos también llegaron a un acuerdo legal con CSULB para proteger la tierra de Puvungna, donde se encuentra parcialmente la universidad. La universidad hizo varias promesas para mantener la integridad del terreno.
En el siglo XXI, la tribu presentó un reclamo de tierras, buscando recuperar el territorio de la antigua Estación Aérea del Cuerpo de Marines El Toro. Esto había sido sostenido por ellos como indio Ranchería hasta la década de 1930. En ese momento, el gobierno de Estados Unidos compró el terreno para utilizarlo como instalación de defensa.
En mayo de 2013, el grupo 84A de la Nación Acjachemen votó para elegir el primer consejo tribal Acjachemen exclusivamente femenino de su historia.
En 2021, Adelia Sandoval, Jerry Nieblas y otros miembros de Acjachemen celebraron la inauguración de Pueblo Putuidem, un parque de 1,5 acres (0,61 ha) en San Juan Capistrano, parte de sus tierras originales, que conmemora su historia.
El 10 de julio de 2021, uno de los miembros del grupo Acjachemen Nation 84A eligió un nuevo consejo tribal integrado por Heidi Lee Lucero, presidenta; Dr. Richard Rodman, Vicepresidente; Ricky Hernández, Tesorero; Georgia "Chena" Edmundson, Secretaria; Sabrina Banda, miembro general; y Ruth "Cookie" Stoffel, miembro general.

## Acjachemen notables
- José de Grácia Cruz, Padre de Paul Arbiso, campanero y artesano.
- Bobbie Banda, un anciano autoidentificado que estableció programas educativos para nativos americanos en las escuelas pública.
- L. Frank, artista, autor, activista de lenguas indígenas.
- Clarence H. Lobo (1912-1985), jefe, cabildero y portavoz de Acjachemen durante 39 años, quien "fue responsable de que la administración Johnson reembolsara a los indios de California 2,9 millones de dólares por la pérdida de sus tierras".[28] En septiembre en el año 1994 La Escuela Primaria Clarence Lobo abrió en San Clemente como parte del Distrito Escolar Unificado de Capistrano. Fue la primera escuela en California que lleva el nombre de un líder nativo americano.[29]